# Peretolchin
Le Peretolchin est un volcan de Russie situé dans les monts Saïan, à la frontière entre le centre-Est de la Russie et la Mongolie. S'élevant à environ 2 044 mètres d'altitude, il fait partie du champ volcanique Jom Bolok. Il est situé à environ 3 km du Kropotkine.
Il a été nommé en 1941 par la société géographique soviétique.